# Herry
Pour les articles homonymes, voir Herry (homonymie).
Herry est une commune française située dans le département du Cher, en région Centre-Val de Loire.

## Géographie

### Localisation

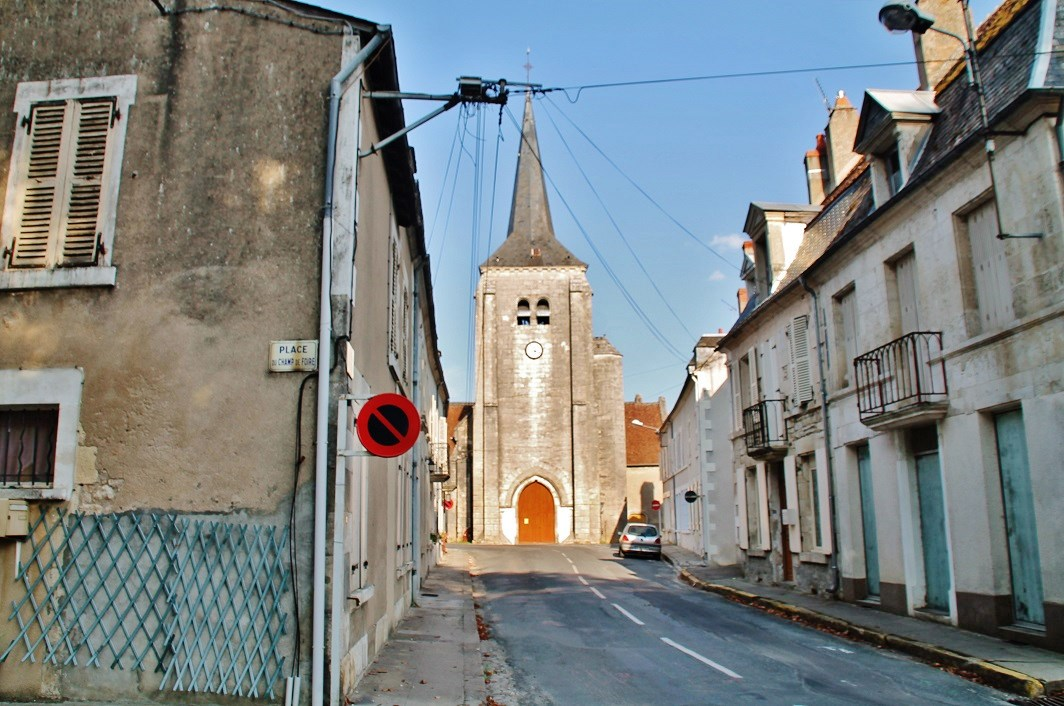
Le village et l'église.

Herry est un bourg du Sancerrois dans la vallée de la Loire, jouxtant La Charité-sur-Loire, est situé à 17 km à vol d'oiseau au sud-est de Sancerre, à 29 km au nord-ouest de Nevers et à 44 km au nord-est de Bourges.
Les abords de la Loire sont situés dans la réserve naturelle nationale du val de Loire.
La commune se trouve  dans l'aire d'attraction de la Charité-sur-Loire et dans le bassin de vie de cette ville, ainsi que dans la zone d'emploi de Cosne-Cours-sur-Loire.

### Communes limitrophes
Les communes limitrophes sont  Couargues, Feux, La Chapelle-Montlinard, Mesves-sur-Loire, Pouilly-sur-Loire, Saint-Bouize, Saint-Martin-des-Champs et Sancergues.

### Géologie et relief
La superficie de la commune est de 49,87 km2 ; son altitude varie de 147  à   188 mètres.

### Hydrographie

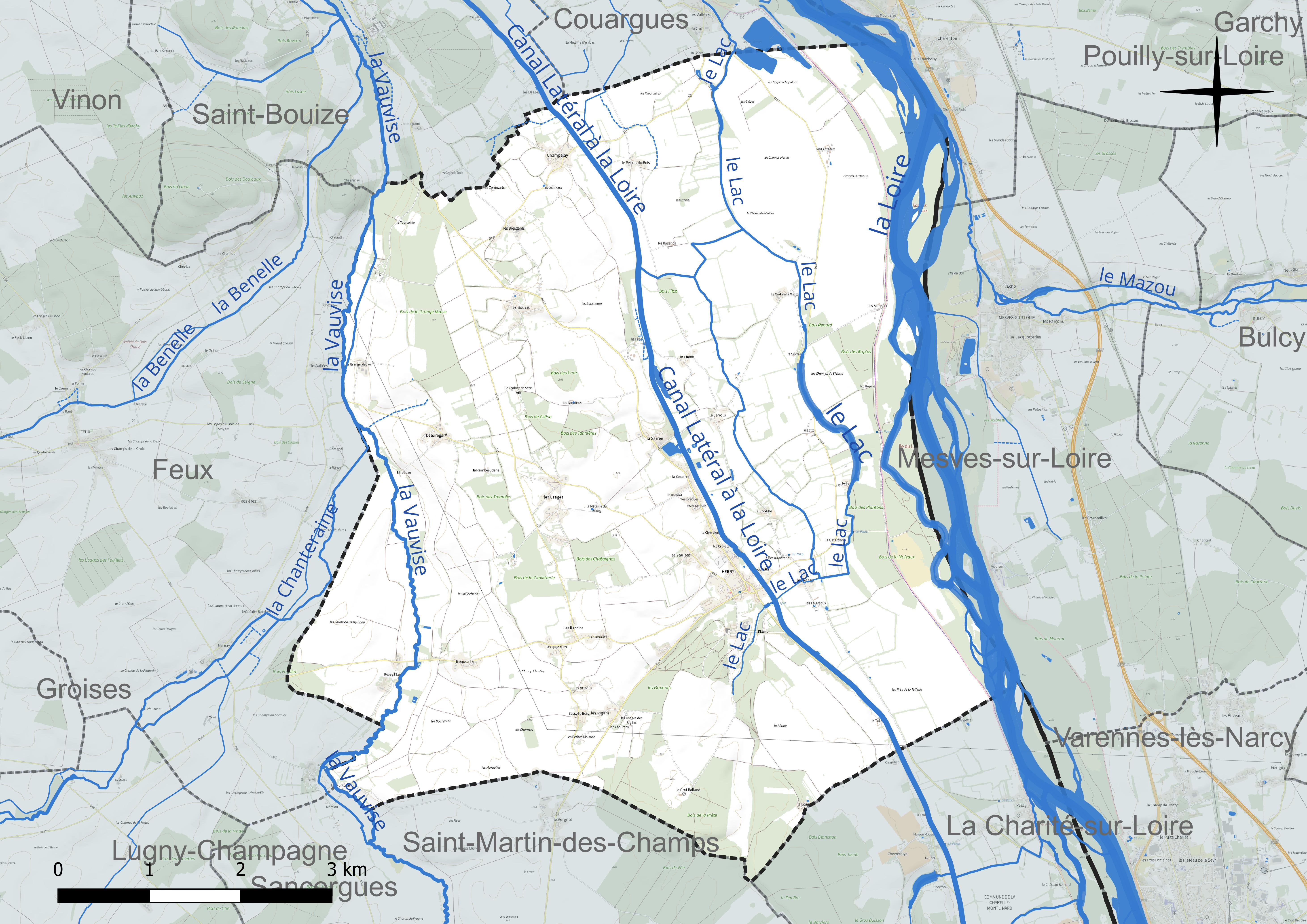
Carte hydrographique de la commune

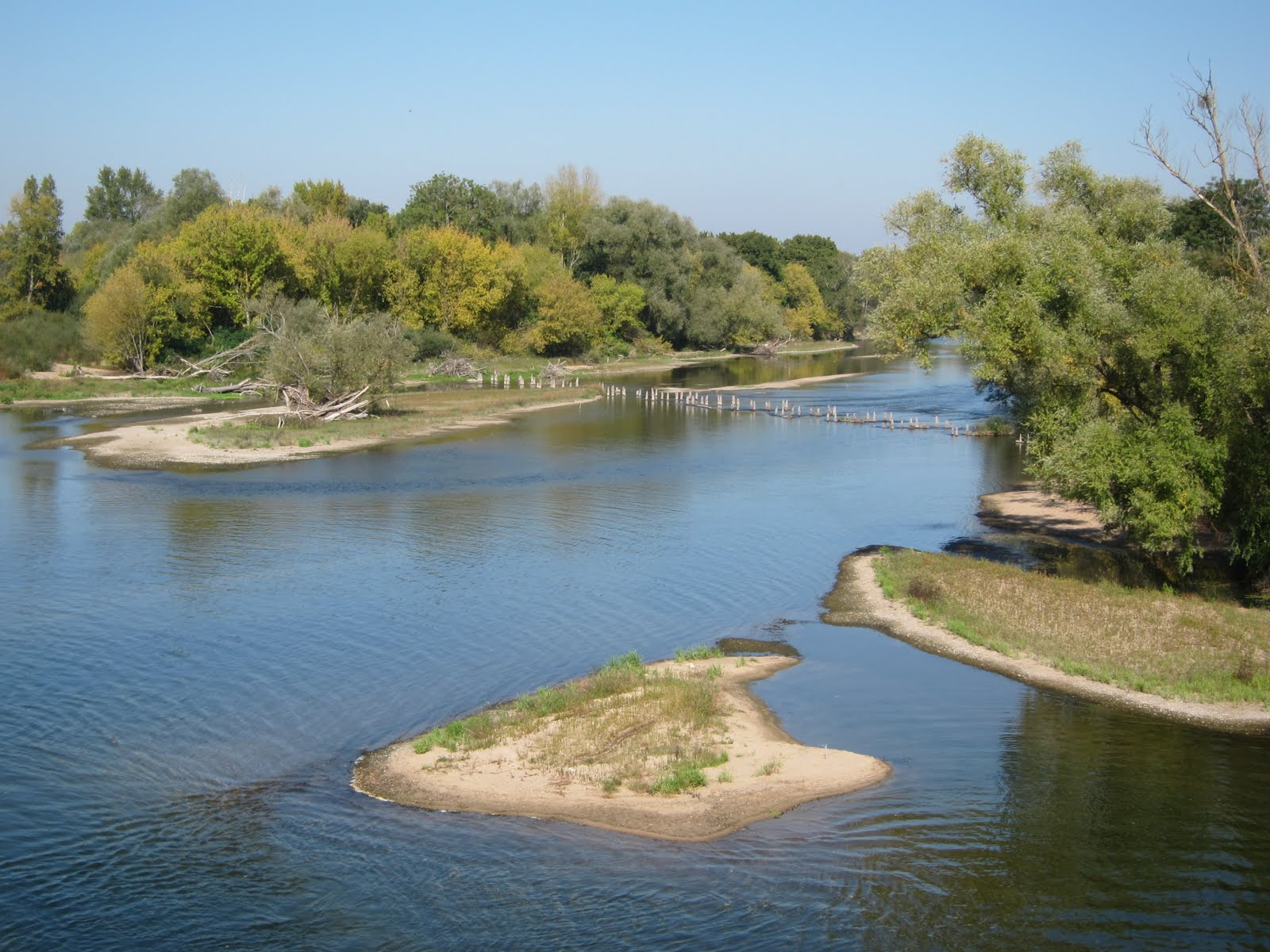
Ples en bois de l'ancien pont sur la Loire du XVe siècle.

L'est du territoire communal est limité par le lit du fleuve la Loire.
Ce territoire est également drainé par deux de ses affluents, le Lac et la Vauvise.
Le canal latéral à la Loire y passe.

### Climat
Pour des articles plus généraux, voir Climat du Centre-Val de Loire et Climat du Cher.
En 2010, le climat de la commune est de type climat océanique dégradé des plaines du Centre et du Nord, selon une étude du CNRS s'appuyant sur une série de données couvrant la période 1971-2000. En 2020, Météo-France publie une typologie des climats de la France métropolitaine dans laquelle la commune est exposée à un climat océanique altéré et est dans la région climatique Centre et contreforts nord du Massif Central, caractérisée par un air sec en été et un bon ensoleillement.
Pour la période 1971-2000, la température annuelle moyenne est de 10,7 °C, avec une amplitude thermique annuelle de 15,4 °C. Le cumul annuel moyen de précipitations est de 737 mm, avec 11,7 jours de précipitations en janvier et 7,4 jours en juillet. Pour la période 1991-2020, la température moyenne annuelle observée sur la station météorologique la plus proche, située sur la commune d'Étréchy à 18 km à vol d'oiseau, est de 11,5 °C et le cumul annuel moyen de précipitations est de 794,9 mm,. Pour l'avenir, les paramètres climatiques de la commune estimés pour 2050 selon différents scénarios d'émission de gaz à effet de serre sont consultables sur un site dédié publié par Météo-France en novembre 2022.

## Urbanisme

### Typologie
Au 1er janvier 2024, Herry est catégorisée commune rurale à habitat dispersé, selon la nouvelle grille communale de densité à 7 niveaux définie par l'Insee en 2022.
Elle est située hors unité urbaine. Par ailleurs la commune fait partie de l'aire d'attraction de La Charité-sur-Loire, dont elle est une commune de la couronne,. Cette aire, qui regroupe 4 communes, est catégorisée dans les aires de moins de 50 000 habitants,.

### Occupation des sols

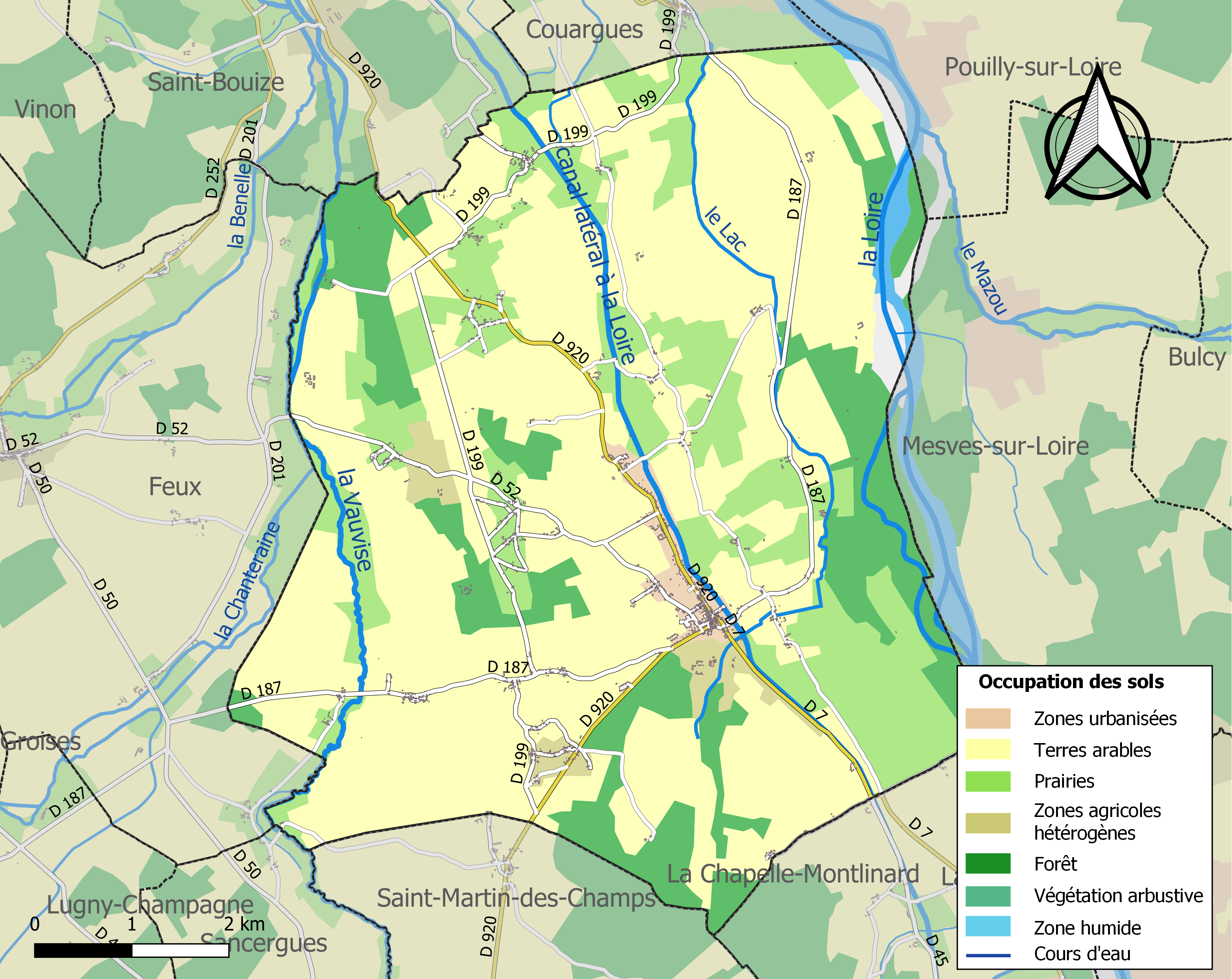
Carte des infrastructures et de l'occupation des sols de la commune en 2018 (CLC).

L'occupation des sols de la commune, telle qu'elle ressort de la base de données européenne d’occupation biophysique des sols Corine Land Cover (CLC), est marquée par l'importance des territoires agricoles (81,5 % en 2018), en diminution par rapport à 1990 (82,7 %). La répartition détaillée en 2018 est la suivante : 
terres arables (59,6 %), prairies (19,6 %), forêts (14,4 %), zones agricoles hétérogènes (2,2 %), zones urbanisées (1,5 %), eaux continentales (1,4 %), espaces ouverts, sans ou avec peu de végétation (1,2 %).
L'évolution de l’occupation des sols de la commune et de ses infrastructures peut être observée sur les différentes représentations cartographiques du territoire : la carte de Cassini (XVIIIe siècle), la carte d'état-major (1820-1866) et les cartes ou photos aériennes de l'IGN pour la période actuelle (1950 à aujourd'hui).

### Habitat et logement
En 2021, le nombre total de logements dans la commune était de 768, alors qu'il était de 763 en 2016 et de 708 en 2011.
Parmi ces logements, 63,3 % étaient des résidences principales, 23,7 % des résidences secondaires et 13 % des logements vacants. Ces logements étaient pour 92,2 % d'entre eux des maisons individuelles et pour 7,5 % des appartements.
Le tableau ci-dessous présente la typologie des logements à Herry en 2021 en comparaison avec celle du Cher et de la France entière. Une caractéristique marquante du parc de logements est ainsi une proportion de résidences secondaires et logements occasionnels (23,7 %) supérieure à celle du département (7,6 %) et à celle de la France entière (9,7 %).
| Typologie                                               | Herry | Cher | France entière |
| ------------------------------------------------------- | ----- | ---- | -------------- |
| Résidences principales (en %)                           | 63,3  | 79,6 | 82,2           |
| Résidences secondaires et logements occasionnels (en %) | 23,7  | 7,6  | 9,7            |
| Logements vacants (en %)                                | 13    | 12,8 | 8,1            |

### Voies de communication et transports
La commune est principalement desservie par l'ancienne route nationale 720 (actuelle RD 920) qui relie Sancerre à Sancoins

### Risques naturels et technologiques
Le territoire de la commune d'Herry est vulnérable à différents aléas naturels : météorologiques (tempête, orage, neige, grand froid, canicule ou sécheresse), inondations, mouvements de terrains et séisme (sismicité très faible). Il est également exposé à trois risques technologiques,  le transport de matières dangereuses et  le risque industriel et la rupture d'un barrage. Un site publié par le BRGM permet d'évaluer simplement et rapidement les risques d'un bien localisé soit par son adresse soit par le numéro de sa parcelle.

#### Risques naturels
Certaines parties du territoire communal sont susceptibles d’être affectées par le risque d’inondation par débordement de cours d'eau, notamment le canal latéral à la Loire, la Loire, la Vauvise, le Lac. La commune a été reconnue en état de catastrophe naturelle au titre des dommages causés par les inondations et coulées de boue survenues en 1982, 1999, 2003 et 2016,.

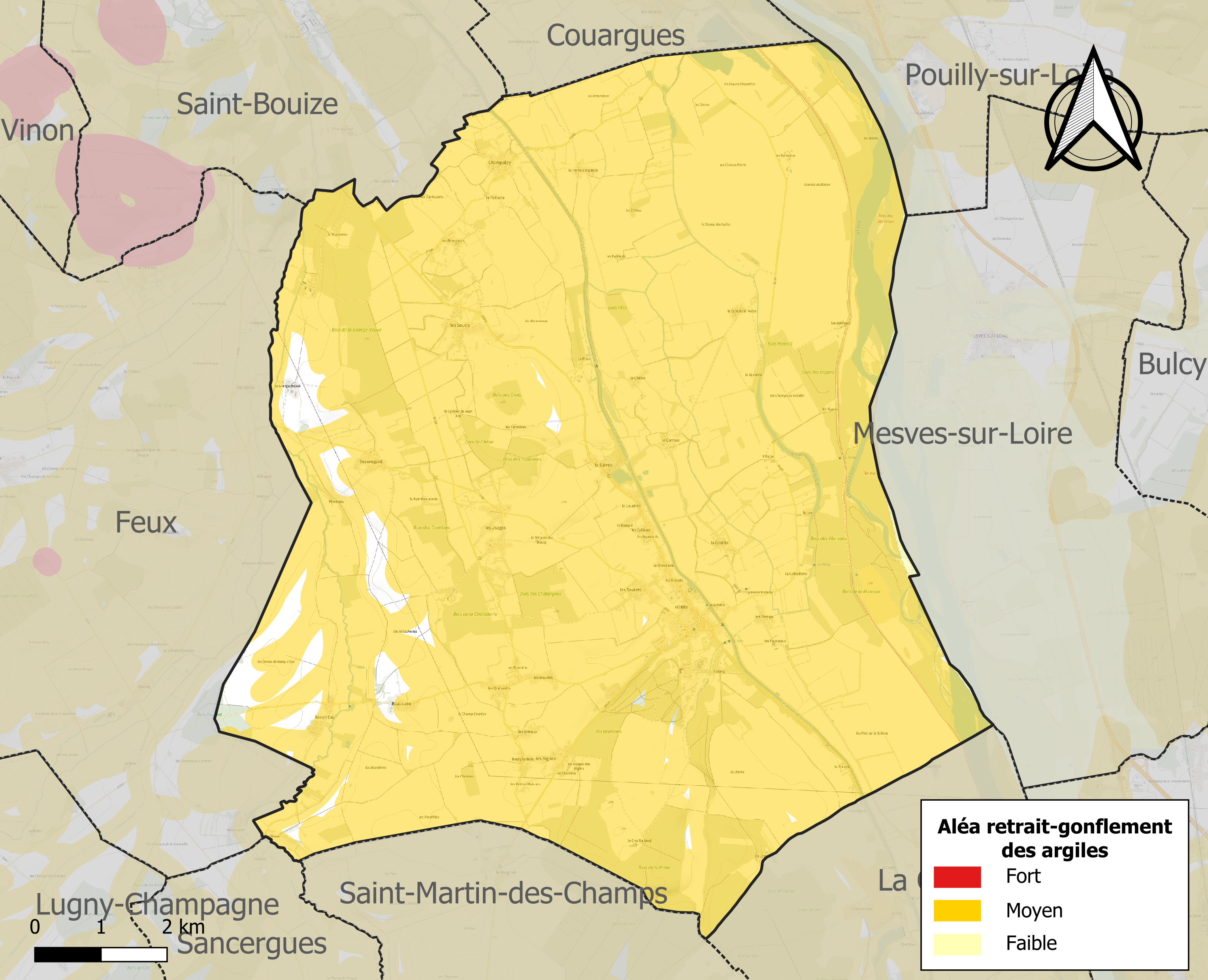
Carte des zones d'aléa retrait-gonflement des sols argileux d'Herry.

La commune est vulnérable au risque de mouvements de terrains constitué principalement du retrait-gonflement des sols argileux. Cet aléa est susceptible d'engendrer des dommages importants aux bâtiments en cas d’alternance de périodes de sécheresse et de pluie. 96,9 % de la superficie communale est en aléa moyen ou fort (90 % au niveau départemental et 48,5 % au niveau national). Sur les 730 bâtiments dénombrés sur la commune en 2019, 722 sont en aléa moyen ou fort, soit 99 %, à comparer aux 83 % au niveau départemental et 54 % au niveau national. Une cartographie de l'exposition du territoire national au retrait gonflement des sols argileux est disponible sur le site du BRGM,.
Concernant les mouvements de terrains, la commune a été reconnue en état de catastrophe naturelle au titre des dommages causés par la sécheresse en 2003, 2018, 2019 et 2020 et par des mouvements de terrain en 1999.

#### Risques technologiques
La commune est exposée au risque industriel du fait de la présence sur son territoire d'une entreprise soumise à la directive européenne SEVESO.
Le risque de transport de matières dangereuses sur la commune est lié à sa traversée par des infrastructures routières ou ferroviaires importantes ou la présence d'une canalisation de transport d'hydrocarbures. Un accident se produisant sur de telles infrastructures est en effet susceptible d’avoir des effets graves au bâti ou aux personnes jusqu’à 350 m, selon la nature du matériau transporté. Des dispositions d’urbanisme peuvent être préconisées en conséquence.
Une partie du territoire de la commune est en outre située en aval d'une digue. À ce titre elle est susceptible d’être touchée par l’onde de submersion consécutive à la rupture de cet ouvrage.

## Toponymie
Parrochia de Auriaco, Parrochia de Arriaco, Parrochia de Uriaco, avril-8 mai 1162 (Archives du Cher, 5 H 73, n° 8-9).

Bas latin Ariacus ou Arriacus. Gentilice Arius ou Arrius, et suffixe de possession acus. Le domaine d'Ariacus ou Arriacus. Le h initial, parasite et muet, s’explique par l’influence de Heiritus, nom de personne d’origine germanique.

## Politique et administration

### Rattachements administratifs et électoraux

#### Rattachements administratifs
La commune se trouve depuis 1926 dans l'arrondissement de Bourges du département du Cher.
Elle faisait partie depuis 1793 du canton de Sancergues. Dans le cadre du redécoupage cantonal de 2014 en France, cette circonscription administrative territoriale a disparu, et le canton n'est plus qu'une circonscription électorale.

#### Rattachements électoraux
Pour les élections départementales, la commune fait partie depuis 2014 du canton d'Avord.
Pour l'élection des députés, elle fait partie de la troisième circonscription du Cher.

### Intercommunalité
Herry est membre de la communauté de communes Berry Loire Vauvise, un établissement public de coopération intercommunale (EPCI) à fiscalité propre créé en 2013 et auquel la commune a transféré un certain nombre de ses compétences, dans les conditions déterminées par le code général des collectivités territoriales.

### Liste des maires
| Période                                  | Période                    | Identité                                       | Étiquette | Qualité                                                             |
| ---------------------------------------- | -------------------------- | ---------------------------------------------- | --------- | ------------------------------------------------------------------- |
| Les données manquantes sont à compléter. |                            |                                                |           |                                                                     |
|                                          |                            |                                                |           |                                                                     |
| avant 1960                               |                            | Gaston Daron                                   |           |                                                                     |
|                                          |                            |                                                |           |                                                                     |
|                                          | 1976                       | Robert Masson-Bachasson de Montalivet          |           |                                                                     |
| 1976                                     | mars 2008                  | Jean Jupille                                   | SE        |                                                                     |
| mars 2008                                | mars 2014                  | Comte Dominique Masson-Bachasson de Montalivet |           | Exploitant agricole                                                 |
| mars 2014                                | juillet 2020               | Daniel Gaudry                                  | DVD       | Retraité                                                            |
| juillet 2020,                            | mars 2023                  | Dominique Maitrepierre                         | SE        | cadre technique et commercial en isolation thermique Démissionnaire |
| mars 2023                                | En cours (au 20 mars 2024) | Étienne de Choulot                             | DVD       | chef d’entreprise                                                   |

## Équipements et services publics

### Postes et télécommunications
Une agence postale communale se trouve en mairie.

## Population  et société
Les habitants sont appelés les Herrissons.

### Démographie
L'évolution du nombre d'habitants est connue à travers les recensements de la population effectués dans la commune depuis 1793. Pour les communes de moins de 10 000 habitants, une enquête de recensement portant sur toute la population est réalisée tous les cinq ans, les populations de référence des années intermédiaires étant quant à elles estimées par interpolation ou extrapolation. Pour la commune, le premier recensement exhaustif entrant dans le cadre du nouveau dispositif a été réalisé en 2006.

En 2022, la commune comptait 959 habitants, en évolution de −4,29 % par rapport à 2016 (Cher : −2,48 %, France hors Mayotte : +2,11 %).
| 1793  | 1800  | 1806  | 1821  | 1831  | 1836  | 1841  | 1846  | 1851  |
| ----- | ----- | ----- | ----- | ----- | ----- | ----- | ----- | ----- |
| 1 543 | 1 560 | 1 433 | 1 911 | 2 124 | 2 255 | 2 319 | 2 482 | 2 540 |

| 1856  | 1861  | 1866  | 1872  | 1876  | 1881  | 1886  | 1891  | 1896  |
| ----- | ----- | ----- | ----- | ----- | ----- | ----- | ----- | ----- |
| 2 647 | 2 654 | 2 683 | 2 653 | 2 681 | 2 690 | 2 634 | 2 543 | 2 521 |

| 1901  | 1906  | 1911  | 1921  | 1926  | 1931  | 1936  | 1946  | 1954  |
| ----- | ----- | ----- | ----- | ----- | ----- | ----- | ----- | ----- |
| 2 632 | 2 403 | 2 204 | 1 854 | 1 680 | 1 516 | 1 415 | 1 328 | 1 230 |

| 1962  | 1968  | 1975 | 1982  | 1990 | 1999  | 2006  | 2011  | 2016  |
| ----- | ----- | ---- | ----- | ---- | ----- | ----- | ----- | ----- |
| 1 258 | 1 097 | 964  | 1 024 | 991  | 1 016 | 1 072 | 1 006 | 1 002 |

| 2021 | 2022 | - | - | - | - | - | - | - |
| ---- | ---- | - | - | - | - | - | - | - |
| 962  | 959  | - | - | - | - | - | - | - |

## Culture locale et patrimoine

### Lieux et monuments
- Église Saint-Loup  Inscrit MH (1926, Le choeur et le transept)[33] : 
église à chevet carré du XIIIe siècle, presque entièrement refaite, ses parties les plus anciennes, le chœur et deux chapelles, remontant au  XVe ou XVIe siècle. Au-devant de l'église s'élève la tour carrée qui, naguère, formait un porche avec des baies ouvertes sur trois faces. Au nord du chœur subsistent les bâtiments datant du XVIIe siècle de l'ancien prieuré ; ils servent de cure.
- Ancienne abbaye cistercienne de Chalivoy.

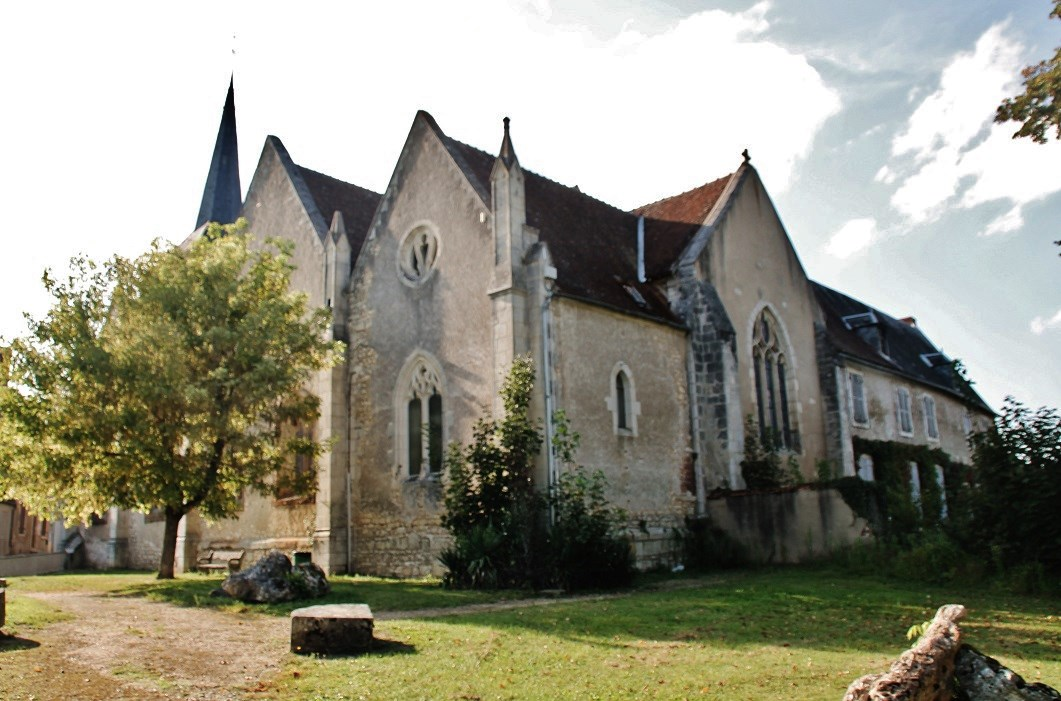
Le chevet de l'église...
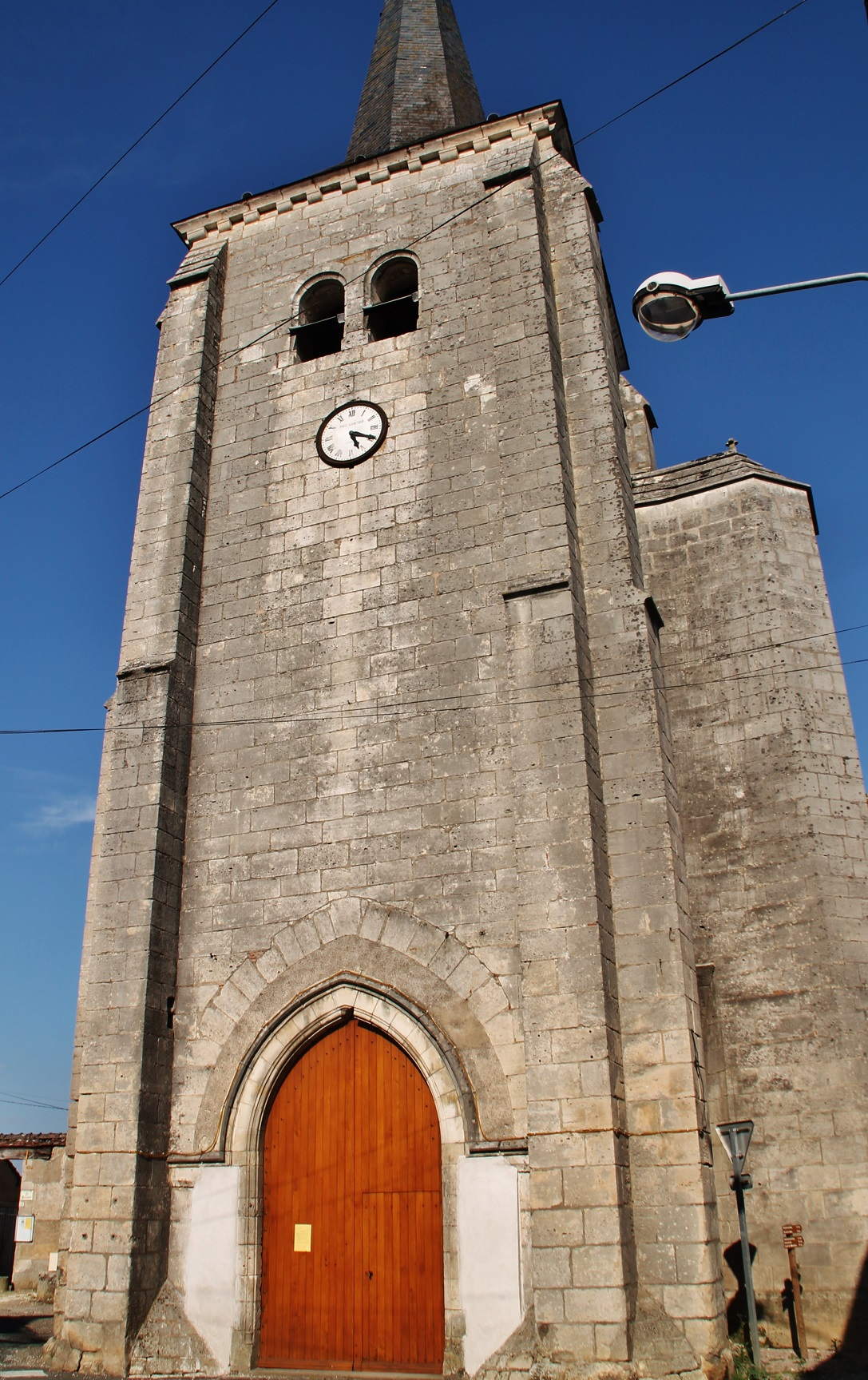
... et sa façade.
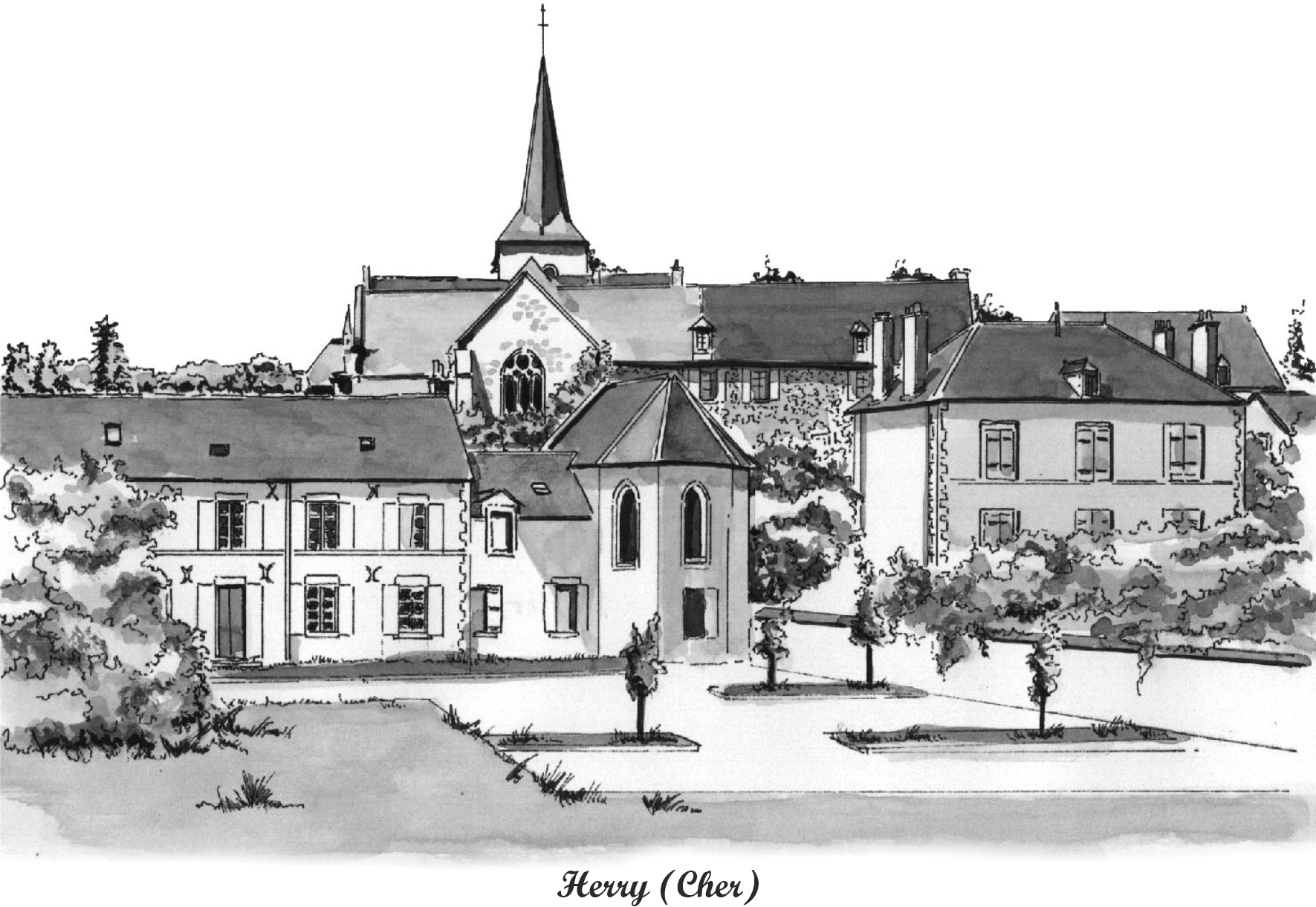
Dominique Piat : le village (Dessin réalisé à partir de photos).

### Herry dans les arts et la culture
- Rex Barrat (1914-1974), Le marais à Herry, huile sur toile.

### Personnalités liées à la commune
- Nicolas Céard (1745-1821), ingénieur, y est mort.
- Prosper Duvergier de Hauranne (1798-1881]),  journaliste et homme politique français, membre de l'Académie française, y est mort.
- Jean-Baptiste Morin (1851-1919), homme politique français, député du Cher, y est né.

### Héraldique
| Blason de Herry | Blason  | D'azur semé de croisettes au pied fiché d'or, au lion du même brochant, à la jumelle ondée d'argent brochant sur le tout. |
| Blason de Herry | Détails | Le statut officiel du blason reste à déterminer.                                                                          |